# إرفيته
ارويته (بالألمانية: Erwitte) هي بلدة ألمانية تقع في ألمانيا في Soest. يقدر عدد سكانها بـ 15,771 نسمة .

## المدن التوأمة
مدينة آكن هي مدينة توأمة لـارويته.